# 京都府の市町村歌一覧
京都府の市町村歌一覧（きょうとふのしちょうそんかいちらん）は、日本の京都府に属する市町村で制定されている、もしくは過去に制定されていた市町村歌などの自治体歌やそれに準じた楽曲の一覧である。なお、一覧の順序は全国地方公共団体コード順による。

## 概説
1898年（明治31年）に作られた京都市の初代市歌は日本で最初に作られた自治体歌とされている。ただし、現在の市歌は1951年（昭和26年）制定の3代目（制定の告示が行われたものとしては初代）である。その他の市町村では1980年代に山城地域で市町歌制定がブームとなり集中的に制定されているが、平成の大合併を経て新たに誕生した自治体では制定の遅れが目立っている。

## 京都市
- 京都市歌[1] - 1951年（昭和26年）7月15日制定

作詞：藤山於菟路 作曲：諸井三郎
京都国際文化観光都市建設法施行記念。3代目の市歌である。

### 京都市の区歌等
京都市の一部の区では、独自に区歌や区民音頭が作られている。
- 下京区‥下京区の歌 - 1989年（平成元年）制定

作詞：萩本善三 補作：下京区百十周年記念委員会 作曲：伊吹新一
下京区成立110周年記念。
- 伏見区‥伏見音頭 - 1992年（平成4年）3月発表

作詞：佐山伸 補作・作曲：前田利明
- 山科区‥山科音頭 - 1982年（昭和57年）8月発表[2]

作詞：橋本鈴子 補作：森菊蔵 作曲：市川昭介

## その他市部
福知山市
- 福知山市歌[3] - 1988年（昭和63年）6月制定

作詞：足立萬里 作曲：芦田三郎
舞鶴市
- 舞鶴市民の歌[4] - 1947年（昭和22年）6月21日制定

作詞：塩尻歌灯 作曲：福本正
- My hometown 舞鶴 -このタカラモノを未来へ-[5] - 2013年（平成25年）5月18日発表

作詞：杉岡秀紀 作曲：花沢耕太 編曲：Chicago Poodle
市制70周年記念イメージソング。
綾部市
- 綾部市歌[6] - 1957年（昭和32年）1月10日制定

作詞：渋谷計二 作曲：須藤五郎
宇治市
- 宇治市歌[7] - 1970年（昭和45年）3月1日制定

作詞：芦田茂 作曲：大栗裕
宮津市
- 宮津市歌[8] - 1959年（昭和34年）6月1日制定

作詞：佐伯孝夫 作曲：田村しげる
亀岡市
- 亀岡市歌[9]

作詞：山田元英 作曲：安部幸明
- 亀岡ふるさと讃歌[9]

作詞・作曲：廣瀬量平
市民愛唱歌。
- 平和の歌“うつくしもの”[10]

作詞：奥井亜紀、平和への想いをお寄せいただいたみなさま 作曲：奥井亜紀
亀岡市と京都学園大学の共働事業により作られた。
城陽市
- 城陽市歌[11] - 1959年（昭和34年）2月15日制定

作詞：龍村孟雄 作曲：中原都男
町制時に「城陽町歌」として制定され、市制施行時に改題・継承。
向日市
- わたしの向日市[12] - 1980年（昭和55年）制定

作詞：久松裕 作曲：榊原政敏
市民音頭「向日ふるさと音頭」（作詞：上田清 補作：石本美由起 作曲：市川昭介）と同時に制定された。
長岡京市
- 長岡京市歌[13] - 1973年（昭和48年）7月28日制定

作詞：山崎愛子 補作：藤本浩一 作曲：高橋半
八幡市
- 八幡市市歌[14] - 1982年（昭和57年）制定

作詞：小川義勝 補作：もず唱平 作曲：三山敏 編曲：高松伸光
市制5周年記念。
京田辺市
- 京田辺市の歌[15] - 1988年（昭和63年）制定

作詞：佐藤純 作曲：山田晏子、尾崎義典、登博美
町制施行時に第43回京都国体を記念し「田辺町の歌」として制定、市制施行に際して改題・継承。
京丹後市
- 京丹後市歌[16] - 2009年（平成21年）制定

作詞：梅田俊作 作曲：藤原哲也
市制5周年記念。
南丹市
- （未制定）

園部町・八木町・日吉町・美山町合併協議会では市歌制定について「新市において決定する」との申し合わせが行われているが、実現していない。
木津川市
- （未制定）

木津町・加茂町・山城町合併協議会では、合併後の市歌制定に関する取り決めは特に実施されなかった。

## 町村部
乙訓郡大山崎町
- おおやまざき町歌[18] - 1981年（昭和56年）制定

作詞：杉山昭夫 作曲：小沢直与志
久世郡久御山町
- 久御山町のうた[19]

作詞：長谷川英雄 作曲：黒飛忠
綴喜郡井手町
- 井手町の歌 - 1988年（昭和63年）7月制定[20]

綴喜郡宇治田原町
- 宇治田原町の歌[21] - 1986年（昭和6年）10月3日制定

作詞：谷口眞有美 作曲：北村文一
町制30周年記念。
相楽郡笠置町
- （不明）

相楽郡和束町
- 緑いきいき - 1988年（昭和63年）1月制定[22]

相楽郡精華町
- （未制定）

相楽郡南山城村
- （不明）

船井郡京丹波町
- （未制定）

丹波町・瑞穂町・和知町合併協議会では、合併後の町歌制定に関する取り決めは特に実施されなかった。
与謝郡伊根町
- 伊根町歌[23] - 1955年（昭和30年）11月14日制定

作詞：山田元英 作曲：福本正
与謝郡与謝野町
- 与謝野町歌[24] - 2007年（平成19年）2月制定

作詞：星合節子 補作：塩見裕 作曲：成毛敦
日本の自治体歌としては珍しく、公式の英語版歌詞（訳詞：糸井定次）が存在する。

## 廃止された市町村歌
京都市
- 京都市歌（初代） - 1898年（明治31年）発表

作詞：黒川真頼 作曲：上真行
初代の市歌である。日本で最初に作られた自治体歌と言われている。
- 京都市歌（2代目） - 1915年（大正4年）発表

作詞：柏木亀蔵 作曲：田村虎蔵
大正天皇御即位大典記念。3代目の市歌である。
伏見市
- 伏見市歌[25] - 1929年（昭和3年）10月23日制定

作詞：西條八十 作曲：中山晋平
伏見市の市制施行を記念して制定されたが、制定から2年後の1931年（昭和6年）に伏見市が京都市へ編入されたため1年余りしか存続しなかった。
北桑田郡京北町
- 明日に向かって - 1995年（平成7年）制定

作曲：山路進一
2005年（平成17年）に京都市右京区へ編入された旧京北町の町歌である。